# Dekada Legii
Dekada Legii – pismo Legionów Polskich we Włoszech, ukazujące się  w 1799 roku (II-III) co 10 dni (stąd nazwa). Wyszły 4 numery. Redagowane były przez Cypriana Godebskiego. Zawierały bieżące informacje z prasy francuskiej, włoskiej i niemieckiej.